# 김형찬
김형찬(金亨燦, 1968년 8월 3일~)은 대한민국의 정치인이다. 제14대 부산 강서구청장이다. 

## 학력
- 동광국민학교(졸업)
- 토성중학교(졸업)
- 해동고등학교(졸업)
- 한양대학교 공과대학(건축학 학사)

## 경력
- 1998: 제4회 지방고시 합격
- 해운대구 건축과장
- 부산시 건설방재과 안전지도팀장
- 부산시 건축주택과 건축계획팀장
- 부산시 도시경관과장
- 부산시 건축주택과장
- 2017. 1.~2018. 8. 부산광역시청 창조도시국장
- 2018. 8.~2020. 7. 부산광역시 금정구 부구청장
- 2020. 7.~2020. 12. 부산광역시청 건설본부장
- 2021. 1.~2021. 7. 부산광역시청 도시균형재생국장
- 2021. 8.~2021. 11. 부산광역시청 건축주택국장
- 2022. 7.~: 제14대 민선 8기 부산광역시 강서구청장
- 2024.06 ~ : 부산광역시 구청장군수협의회 사무총장

## 역대 선거 결과
| 실시년도 | 선거      | 대수 | 직책   | 선거구      | 정당     | 득표수   | 득표율          | 순위 | 당락 | 비고           |
| -------- | --------- | ---- | ------ | ----------- | -------- | -------- | --------------- | ---- | ---- | -------------- |
| 2022년   | 지방 선거 | 14대 | 구청장 | 부산 강서구 | 국민의힘 | 30,152표 | \| \| 59.51% \| | 1위  |      | 초선, 민선 8기 |
|          | 59.51%    |      |        |             |          |          |                 |      |      |                |

| 전임 노기태 | 제14대 부산광역시 강서구청장 2022년 7월 1일~ |  |